# Torsten Ullman
Torsten Elis Ullman (Stockholm, 27 juli 1908 – Växjö, 11 mei 1993) was een Zweeds olympisch schutter. Hij nam vijfmaal deel aan de Olympische Spelen en won op de Olympische Zomerspelen in 1936 een gouden medaille.
Torsten Ullman nam als schutter deel aan de Olympische Spelen van 1936 en 1948. Op het onderdeel 50 meter pistool was Duitsland in 1936 de favoriet. Ullman verbaasde de wereld met een recordoverwinning met 559 punten. Verder nam hij dat jaar deel aan het onderdeel 25 meter snelvuurpistool. Hierop won hij het brons. In 1948 nam hij wederom deel aan het onderdeel 50 meter pistool en won hij brons voor Zweden. 
Verder was hij in 1933, 1935, 1937, 1947 en 1952 wereldkampioen vrij pistool, won hij het wereldkampioenschap 25 meter snelpistool in 1939 en won hij het wereldkampioenschap 25 meter centraalvuurpistool in 1947 en 1954.
Tevens won hij de Svenska Dagbladet Gouden Medaille in 1937. Dit is een Zweedse versie van de sportman van het jaar-award.
1896: Sumner Paine ·
1900: Karl Röderer ·
1908: Paul Van Asbroeck ·
1912: Alfred Lane ·
1920: Karl Frederick ·
1936: Torsten Ullman ·
1948: Edwin Vásquez ·
1952: Huelet Benner ·
1956: Pentti Linnosvuo ·
1960: Aleksej Goesjtsjin ·
1964: Väinö Markkanen ·
1968: Grigori Kosysj ·
1972: Ragnar Skanåker ·
1976: Uwe Potteck ·
1980: Aleksandr Melentjev ·
1984: Xu Haifeng ·
1988: Sorin Babii ·
1992: Kanstantsin Loekasjyk ·
1996: Boris Kokorev ·
2000: Tanjoe Kirjakov ·
2004: Michail Nestroejev ·
2008: Jin Jong-oh ·
2012: Jin Jong-oh ·
2016: Jin Jong-oh